# Pisano Etneo
(Andrea Riggio, vescovo di Catania, 1660 - 1717)
Pisano Etneo (o anche comunemente Pisano) è una frazione del comune di Zafferana Etnea, nella Città metropolitana di Catania.
È sita a 450 metri d'altitudine sull'antica Strada Regia che congiunge la zona costiera di Giarre e Riposto ai paesi etnei di Trecastagni e Viagrande.

## Storia

### XV e XVI secolo
Nel XV e XVI secolo la contrada del Pisano appartenne ad alcuni baroni acesi, quali i Velasquez, i Platamone, i Moncada, i Requensez e i Mastrantonio, per poi passare nel 1531 alla Secrezia e ai Giurati di Aci.

### XVII secolo
Fu nel corso della prima metà del secolo XVII che si ebbe una progressiva antropizzazione, in particolare delle contrade Ardichetto, Passo del Pomo e Pisanello. Nel 1640-'41, con la separazione delle Aci, il territorio divenne di competenza della cittadina di Aci Santi Antonio e Filippo e Catena, che lo amministrarono sia dal punto di vista civile che religioso fino al 1826, quando venne annesso al novello comune di Zafferana Etnea.

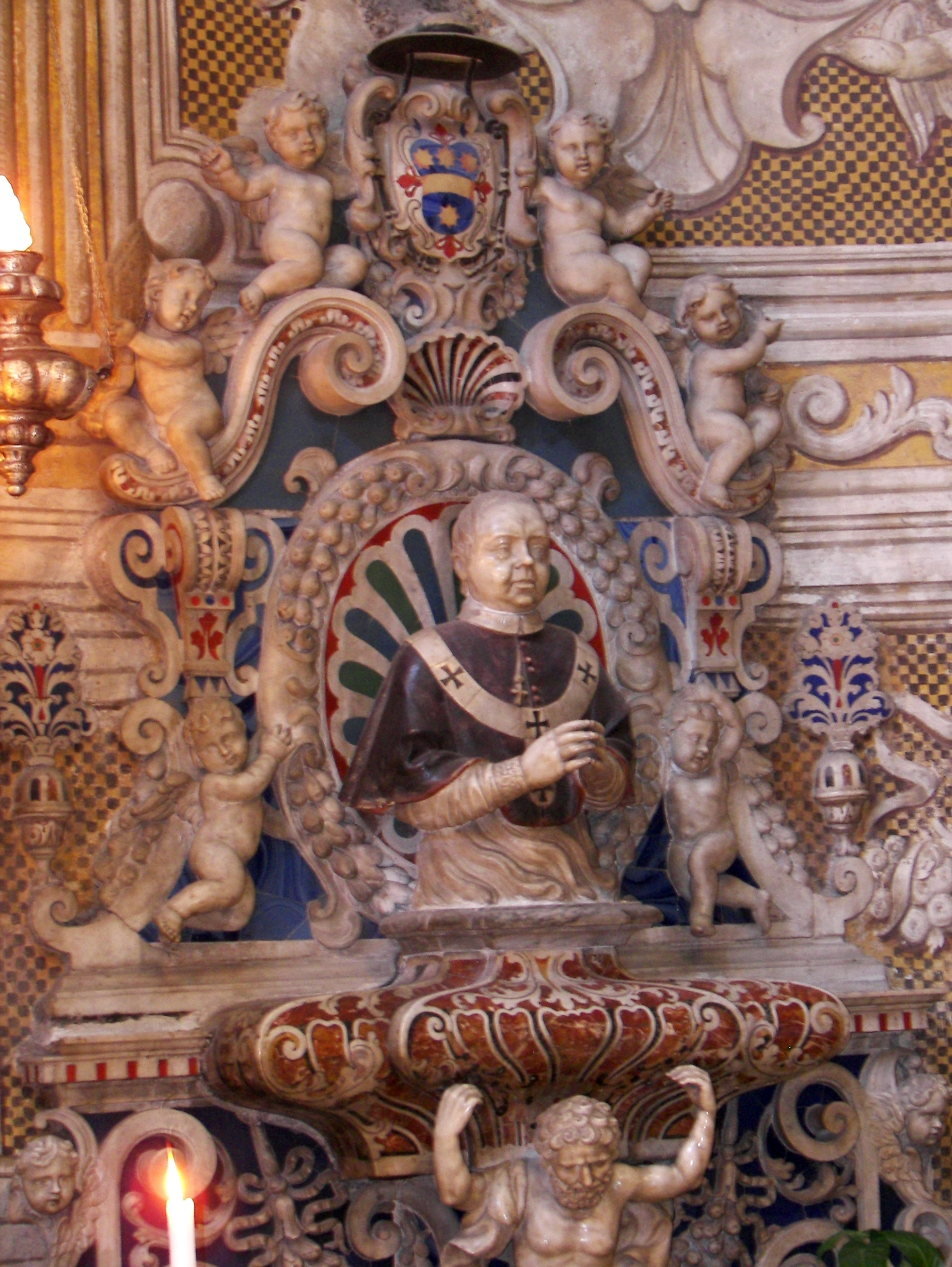
Monumento sepolcrale del vescovo Andrea Riggio - Cattedrale di Catania.

A partire dal 1670, in seno alla guerra tra francesi e spagnoli (la zona era da tempo sotto l'influenza spagnola), il sito compreso tra le contrade di Fleri e Pisano, lungo la Via Regia, divenne una zona fortificata, e vide la costruzione di un fortino (Fortino di Castel Roderigo), di una porta (Porta Messina) e di un lungo muraglione, oggi ridotti a dei ruderi quasi irriconoscibili.
Nel 1672 il territorio di Pisano, insieme a quello di Bongiardo, passò alla sovranità feudale della famiglia Riggio di Palermo.

A partire dal 1680 Stefano II Riggio-Saladino iniziò la costruzione di una chiesetta nei pressi del piccolo borgo contadino, scegliendo come protettore san Giuseppe, di cui la famiglia Riggio era devota, tanto da rendergli omaggio con altre chiese a Trezza, Aci Catena e Catenanuova.
La chiesa di Pisano fu ultimata a spese di Andrea Riggio, vescovo di Catania, che vi fece costruire anche degli edifici privati, facendone la sua residenza per buona parte dell'anno. Egli era solito definire la contrada di Pisano Esperide di mia delizia. Fu il Riggio, inoltre, a commissionare al pittore Antonio Bova un quadro di san Giuseppe che è possibile ancora ammirare sull'altare maggiore.
Al periodo favorevole per la contrada di Pisano contribuì allo stesso tempo il cavaliere gerosolimitano don Diego Pappalardo, proveniente da Pedara. Egli, che conosceva personalmente il vescovo Riggio, fece costruire sulle proprie terre, in contrada Pisanello, un esteso complesso residenziale con annessa una chiesetta dedicata all'Annunziata.

### XVIII secolo
Il 1700 fu un secolo di transizione, in cui si annotano essenzialmente la gestione amministrativa del territorio da parte dei funzionari feudali di Aci Santi Antonio e Filippo ed Aci Catena, e la gestione religiosa da parte degli abati della famiglia Riggio.

### XIX secolo
Agli inizi dell'Ottocento, in seguito all'estinzione in linea diretta della famiglia Riggio, si era accesa sulle eredità della contrada di Pisano delle aspre lotte interne per la spartizione del patrimonio, che si conclusero nel 1867 con la soppressione dell'abbazia. Inoltre con la costituzione del comune di Zafferana Etnea (1826) e con l'erezione a Chiesa Maggiore della parrocchiale dello stesso comune (1832), la contrada passò al controllo amministrativo e religioso della cittadina di Zafferana.

## Monumenti e luoghi d'interesse

### Architetture religiose

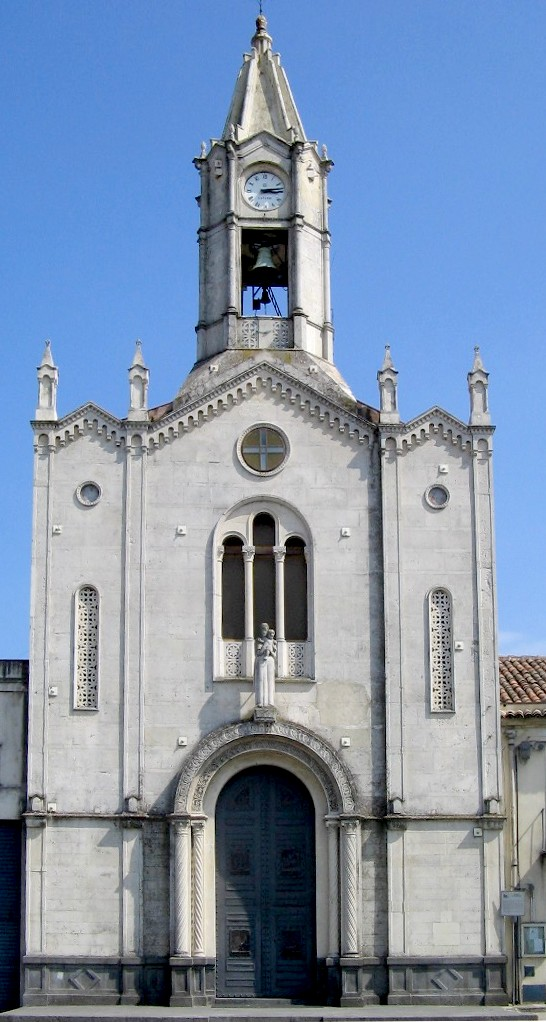
Chiesa di San Giuseppe

#### La chiesa di san Giuseppe

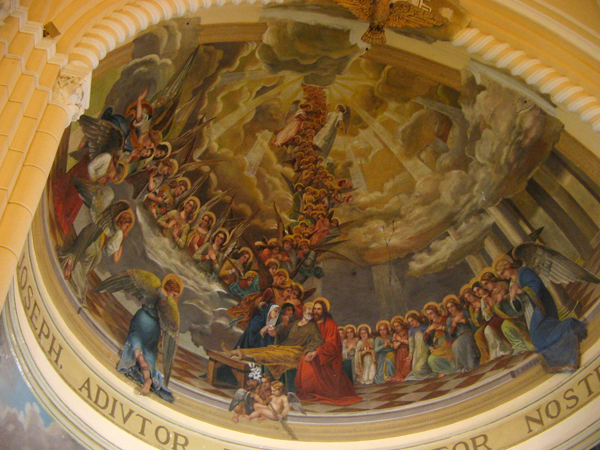
Gli affreschi del catino della chiesa di S. Giuseppe

È la parrocchiale della frazione. Costruita nel 1692 per volere di Andrea Riggio, vescovo di Catania, venne atterrata dal terremoto del 1894. Ricostruita nel 1902, su progetto dell'architetto catanese Filadelfo Fichera, si presenta con una planimetria a croce latina e con un prospetto in stile romanico-lombardo. All'interno è custodito un quadro di San Giuseppe di Antonio Bova. Le absidi sono arricchite da affreschi di Rosario Scavo, raffiguranti il Transito di San Giuseppe e il Trionfo della Croce. L'edificio è stato ristrutturato nel 1995 dopo i danni subiti dal terremoto del 1984.

### Architetture civili

#### La Cisternazza
È la costruzione più antica del comune di Zafferana Etnea. È una grossa cisterna di forma ottagonale voluta intorno alla fine del XVII secolo dal vescovo Andrea Riggio all'interno del suo complesso residenziale. Questa cisterna presenta una bocca di 3,2 metri e una profondità di una decina di metri. Si trova al centro di un cortile con pregevoli sedili in pietra lavica a cui si accede per mezzo di un portale in basalto e di una scalinata. Fino agli inizi del XX secolo la popolazione usò le acque che qui venivano convogliate dai tetti delle abitazioni circostanti e della chiesa per approvvigionarvisi.

## Società

### Evoluzione demografica
| Anno | Residenti |  |
| ---- | --------- |  |
| 1798 | 260 circa |  |
| 1818 | 299       |  |
| 1831 | 369       |  |
| 1840 | 460       |  |
| 1848 | 525       |  |
| 1857 | 621       |  |
| 1858 | 641       |  |
| 1861 | 800 circa |  |
| 1901 | 911       |  |
| 1911 | 610       |  |

### Tradizioni e folclore

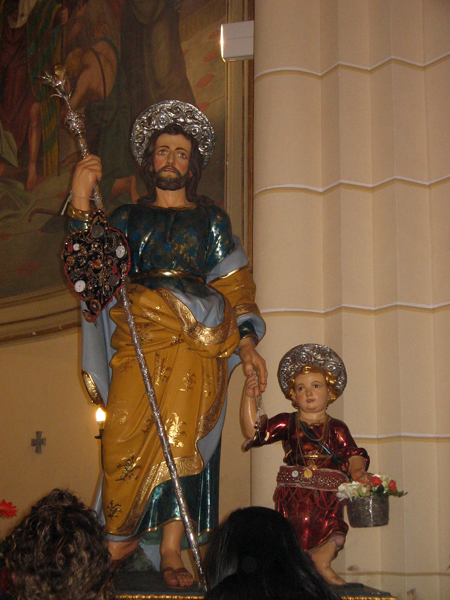
San Giuseppe.

- Sacra Rappresentazione della Passione di Cristo, domenica delle Palme.
- Festa Patronale in onore di san Giuseppe, il 19 marzo: processione del fercolo con l'artistico simulacro del santo per le vie del paese.
- Festa in onore della Madonna del Carmelo, compatrona della frazione, il 16 luglio.
- Festa Equestre, fine del mese di agosto: spettacoli, gare e giochi di pony e cavalli, gastronomia e artigianato.
- Sagra del pane condito e del dolce casareccio, terza domenica di settembre: gastronomia, mostre, danze e animazione per bambini.